# زينا بي. يونغ كارد
كانت زينا بريسينديا يونغ ويليامز كارد (3 أبريل 1850 – 31 يناير 1931) قائدة دينية وناشطة في مجال حقوق المرأة. زينا هي ابنة بريغهام يونغ، الرئيس الثاني لكنيسة يسوع المسيح لقديسي الأيام الأخيرة، و«أول عميدة لنساء» أكاديمية بريغام يونغ (التي أصبحت في ما بعد جامعة بريغام يونغ) في مدينة بروفو بولاية يوتا. كافحت زينا على المستوى الوطني من أجل حق النساء في الاقتراع والحق في تعدد الزوجات. أصبحت زينا، بعد انتقالها إلى مستوطنة مورمونية جديدة، قائدة مدنية ودينية بارزة في مجتمعها.

## بداياتها
وُلدت زينا بي. يونغ في 3 أبريل 1850 لأبوين هما بريغام يونغ وزينا دي. إتش. يونغ في مدينة سولت ليك بإقليم يوتا. عاشت زينا مع والدتها، التي كانت الزوجة الثانية عشرة ليونغ بين زوجات أخريات، والأخت التاسعة والعشرين لإخوة آخرين من جهة الأب، في منزل لايون الذي امتلكه والدها. كانت زينا إحدى «العشر الكبار»، وهي مجموعة تضم البنات العشر اللائي وُلدن ليونغ خلال ثلاث سنوات. كانت زينا الابنة الوحيدة لوالدتها. كانت زينا تذكر فترة نشأتها باعتزاز ووصفتها بإنها كانت «مفعمة بالبهجة». كانت مقربة من والدتها واتسمت علاقتهما بالمحبة. كان التعليم ذا أولوية داخل عائلة يونغ، فتعلمت زينا الرقص والموسيقى والمسرح داخل المنزل. تمتعت زينا بنشأة رغيدة مقارنةً بأبناء جيلها. رحلت عائلة زينا عن مدينة سولت ليك أثناء غزو الجنرال ألبرت جونسون لإقليم يوتا.
بدأت التمثيل، في سن الثالثة عشر، في مسرح سولت ليك. عُينت، في سن التاسعة عشرة، أمينة لجمعية الشابات المعاد تنظيمها بتوجيه من والدها.

## الزواج المتعدد
التقت زينا كارد بزوجها الأول توماس تشايلد ويليامز في مسرح سولت ليك، وقد كان يعمل ويليامز في ذلك الوقت أمينًا لخزينة المسرح وكاتبًا لدى والدها. كانت زينا تبلغ من العمر ثمانية عشر عامًا في حين بلغ ويليامز أربعين عامًا عندما تزوجا في 12 أكتوبر 1868. أصبحت زينا بزواجها منه واحدة من بين زوجات أخريات لويليامز، وأنجبا ولدين، هما سترلنغ ويليامز (21 سبتمبر 1870) وتوماس إدغار ويليامز (21 يوليو 1873). توفي ويليامز في 17 يوليو 1874، تلا ذلك وفاة والدها في 1877 ثم وفاة ابنها توماس عام 1881.
تزوجت زينا مرة أخرى عام 1884 من تشارلز أورا كارد، الذي كان يعمل مزارعًا بسيطًا وقائدًا محليًا. التقيا للمرة الأولى حينما كانت زينا تشغل منصب ناظرة أكاديمية بريغام يونغ. كانت ابنة تشارلز طالبة في الأكاديمية تحت إشراف زينا كارد (التي كانت لا تزال تحمل اسم عائلة ويليامز في ذلك الوقت). دُعيت زينا ووالدتها في ذلك الحين للانتقال إلى مدينة لوغان بإقليم يوتا للعمل بمعبد لوغان يوتا الذي كان قد أُنشئ مؤخرًا. كانتا تخططان لشراء منزل السيد كارد حين بعث لها رسالة يطلب منها الزواج به. تفاجأت زينا ولم ترد على طلبه حتى «رأت حلمًا حملها على الاقتناع بأنه الرجل المناسب». تزوجت زينا في 17 يونيو 1884 لتصبح للمرة الثانية زوجة رجل متعدد الزوجات. تزوج زوجها الجديد مرة أخرى بعد ستة أشهر، فأصبحت عائلة كارد بأكملها هدفًا لوكالة خدمة المارشالات الأمريكية لتطبيق قانون منع تعدد الزوجات. عاشت زينا وتشارلز في الخفاء، أحيانًا معًا، ومتباعدين في أحيان أخرى. تبادلا الخطابات تحت أسماء مستعارة. احتفظت زينا بعلاقة ودودة مع زوجاته الأخريات. عندما اضطُر تشارلز للفرار شمالًا إلى كندا، رأت زوجاته الأخريات أن زينا هي من يجب أن ترافقه. أنجبت زينا وكارد ثلاثة أطفال.
عاشت زينا حياتها تدافع عن تعدد الزوجات وتؤيده. كانت تعمل على حشد الدعم ضد تشريع منع تعدد الزوجات خلال أغلب زياراتها لواشنطن العاصمة. خاطبت كارد بهذا الشأن كل من اللجنة القضائية التابعة لمجلس النواب الأمريكي ومجلس الشيوخ. صرحت زينا لجورج إف. إدموندز، العضو بمجلس الشيوخ الأمريكي عن ولاية فيرمونت، بأن الزواج المتعدد «يمثل للنساء زواجًا أكثر قداسة واستقامة وعدلًا من أشكال الزواج الأخرى». كانت تشعر بأن هذا الشكل من الزواج يمثل مؤسسة مقدسة وجليلة وأنها قد شرُفت بكونها جزء منه منذ طفولتها حتى أصبحت راشدة. عندما أصدر ويلفورد ودروف رئيس كنيسة يسوع المسيح لقديسي الأيام الأخيرة بيانًا يمنع تعدد الزوجات في كنيسته، أرسلت له كارد خطابًا واصفةً البيان بإنه «إجراء شديد الغرابة»، ولكنها اختتمت خطابها بأنه «كان ضروريًا لدولتنا الحديثة دينيًا وسياسيًا».